# Albert Bauer (Politiker, 1883)
Albert Bauer (* 20. Oktober 1883 in Schramberg; † 5. Februar 1959 ebenda) war ein deutscher Politiker der SPD.

## Leben und Beruf
Nach dem Besuch der Volksschule begann Bauer eine Ausbildung zum Porzellanmaler und zog danach als Geselle auf Wanderschaft durch Deutschland, Österreich, die Schweiz, Ungarn und Italien. 1900 trat er in die Gewerkschaft Chemie, Papier und Keramik ein. Seit 1901 war er als Porzellanmaler tätig, unter anderem bei Rosenthal in Selb. 1906 ging er nach Wien, wo er im Kunstgewerbe und der Industriemalerei tätig war.
1909 kehrte Bauer nach Schramberg zurück, wo er als Emaillemaler bei der Firma Schweizer & Söhne arbeitete. Wenig später wurde er zum Vorsitzenden des Gewerkschaftskartells in Schramberg, 1912 gründete er dort den Verein Naturfreunde. Während des Ersten Weltkriegs wurde er im Kriegsdienst eingesetzt. Nach dem Krieg war er in Schramberg als Buchhändler tätig und besaß dort eine Kunst- und Schreibwarenhandlung. Er beteiligte sich an der Gründung der Zeitung "Schwarzwälder Volkswacht", für die er als Redakteur arbeitete. Ebenso begründete er die Schramberger Arbeiterwohlfahrt und war deren Vorsitzender.
Aufgrund der politischen Ausrichtung der Zeitung wurde die Redaktion der "Schwarzwälder Volkswacht" 1933 durch die NS-Behörden durchsucht und daraufhin geschlossen. Im Zuge dessen verlor Bauer seine Stellung als Redakteur und wurde durch die Nationalsozialisten für einige Tage in sogenannte "Schutzhaft" genommen. Am 22. August 1944 geriet er im Rahmen der "Aktion Gewitter" erneut in "Schutzhaft", aus der er nach kurzer Zeit aus Altersgründen wieder entlassen wurde.

## Politik
1905 trat Bauer in die SPD ein. Am 11. November 1918 trat er auf einer Versammlung in Schramberg als Redner auf und verkündete die Ausrufung der Republik. Im selben Jahr gehörte er dem Schramberger Arbeiterrat an. 1919 wurde er in die Verfassunggebende Landesversammlung des freien Volksstaates Württemberg gewählt, aus der er im Folgejahr wieder ausschied. 1923 wurde er Mitglied des Bezirksrats in Oberndorf, 1928 zog er in den Schramberger Gemeinderat ein.
1945, nach Ende des Zweiten Weltkriegs, wurde Bauer zum Beirat in Schramberg berufen. Im Folgejahr zog er erneut in den Schramberger Gemeinderat ein, ebenso in die Kreisversammlung und den Kreistag des Landkreises Rottweil.

## Ehrungen
1956 wurde Bauer das Bundesverdienstkreuz verliehen. 1998 wurde das Albert-Bauer-Archiv der Arbeiterbewegung nach ihm benannt, welches im Schramberger Stadtarchiv untergebracht wurde.